# アウリイ・クラヴァーリョ
アウリイ・クラヴァーリョ（Auliʻi Cravalho、[aʊˈliːʔi krəˈvɑːljoʊ]、2000年11月22日 - ）は、アメリカ合衆国の女優、歌手。2016年公開の『モアナと伝説の海』でデビューした。2018年にはNBCのドラマシリーズ『Rise』に出演した。

## 生い立ち
ハワイ州コハラ出身。ハワイ先住民、プエルトリコ系、ポルトガル系、中国系、アイルランド系の血を引いている。ミリラニで母と共に暮らし、カメハメハ・スクールのカパラマキャンパスに通学した。

## キャリア
クラヴァーリョは当初、『モアナと伝説の海』のオーディションに参加しなかった。しかし、慈善団体のイベントで出会ったエージェントに目をかけられ、オーディションに参加するように勧められた。ウォルト・ディズニー・カンパニーによると、彼女は数百人の中で最後にオーディションに参加した候補だった。
2017年2月、NBCのドラマシリーズ『Rise』に出演することが発表された。同作は2018年3月13日から放送されたが、低視聴率のため5月15日に打ち切りとなった。11月にはディズニー作品で再びモアナ役を演じることが発表され、2018年6月10日にプレミア上映された。

## 出演

### 映画
| 年   | 題名                                                            | 役名                   | 備考                                  |
| ---- | --------------------------------------------------------------- | ---------------------- | ------------------------------------- |
| 2016 | モアナと伝説の海 Moana                                          | モアナ                 | 声の出演                              |
| 2018 | シュガー・ラッシュ:オンライン Ralph Breaks the Internet         | モアナ                 | 声の出演                              |
| 2020 | 希望のカタマリ All Together Now                                 | アンバー・アップルトン | Netflixオリジナル映画                 |
| 2022 | クラッシュ 真実の愛 Crush                                       | AJ・カンポス           | 配信                                  |
| 2022 | ダービーのゴーストカウンセリング Darby and the Dead             | カプリ・ドナヒュー     | 配信                                  |
| 2023 | ワンス・アポン・ア・スタジオ -100年の思い出- Once Upon a Studio | モアナ                 | 声の出演 ゲスト出演（クレジットなし） |
| 2024 | ミーン・ガールズ Mean Girls                                     | ジャニス               | 日本劇場未公開                        |
| 2024 | モアナと伝説の海2 Moana 2                                       | モアナ                 | 声の出演                              |

### テレビシリーズ
- Rise (2018)
- ウィアード・シティ Weird City (2019)
- The Power (2023)
- やらなきゃ! ヘイリー Hailey's On It! (2023-) ※声の出演